# Michael Six
Michael Six (* 23. September 1874 in Weng im Innkreis; † 27. November 1938 in Wien) war ein österreichischer Bildhauer und Medailleur.

## Leben und Wirken

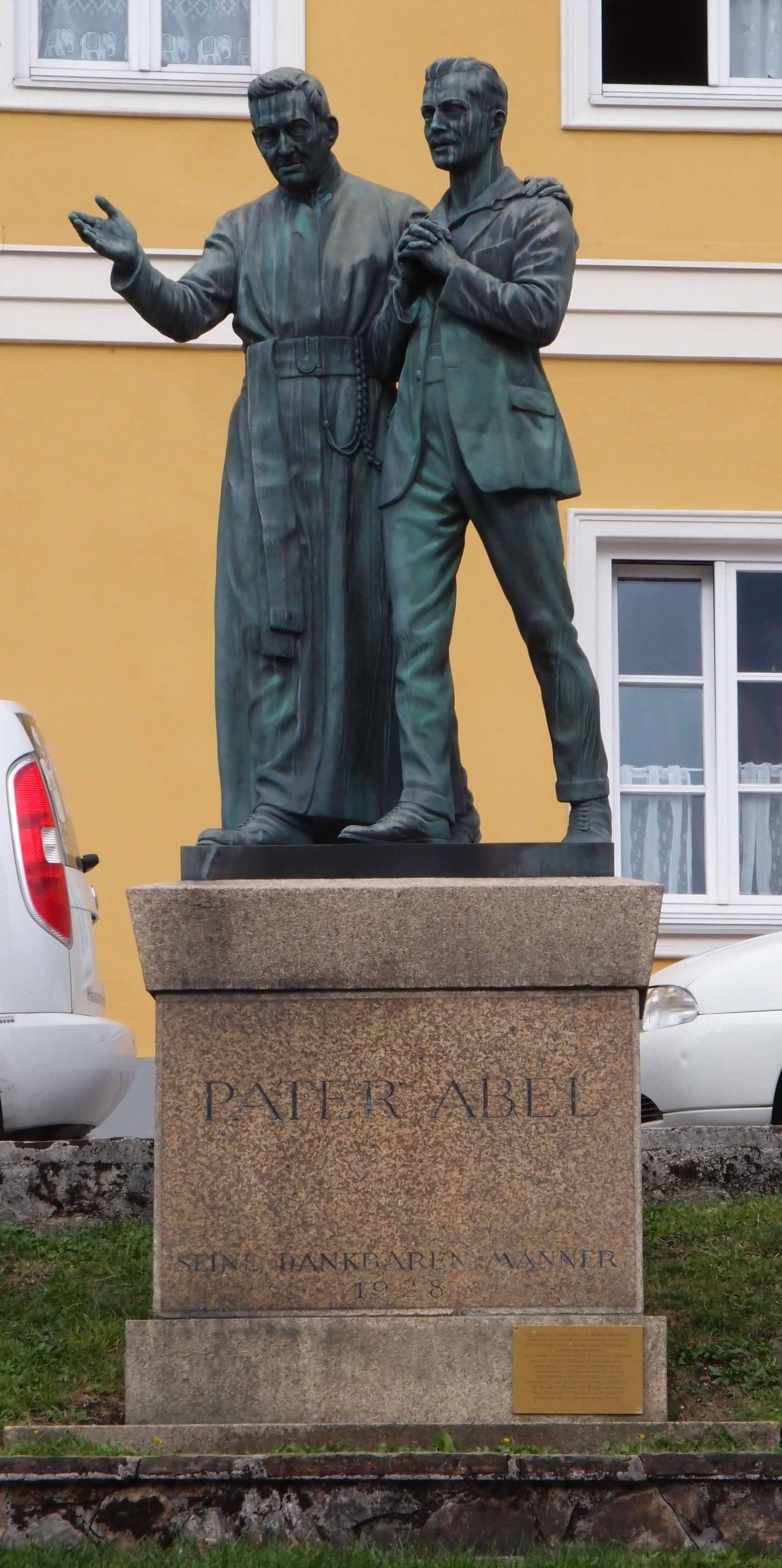
Denkmal für Pater Heinrich Abel in Mariazell, 1928

Der aus einer kinderreichen Bauernfamilie stammende Künstler besuchte von 1891 bis 1894 die Modellierabteilung der Salzburger Staatsgewerbeschule, begann seine berufliche Tätigkeit als Schnitzer in Salzburg und kam dann als Modelleur zur Pöchlarner Ofenfabrik Erndt. Von 1898 bis 1903 studierte er an der Wiener Kunstgewerbeschule u. a. bei Stefan Schwartz.
Als freischaffender Künstler konzentrierte er sich bei seinen Arbeiten vorwiegend auf religiöse Themen und war mit seinem Œuvre bald über Österreich hinaus vertreten. Seine Kleinplastiken fertigte er bevorzugt aus Holz, Stein oder Metall. Zusätzlich beschäftigte er sich mit der Herstellung von Medaillen.
Six lebte in dürftigen Verhältnissen und bekam Unterstützung von der Genossenschaft bis zu seinem Tod 1938, seine Witwe Maria bis zu deren Tod 1972. Sein Sohn Michael starb mit 22 Jahren.

## Mitgliedschaften
Ab 1911 war Six Mitglied der Genossenschaft der bildenden Künstler (Künstlerhaus Wien), wo ihm die Möglichkeit zur Ausstellung geboten wurde. Ab 1914 leistete er Militärdienst. Er gehörte der Bildhauer-Vereinigung an und war von 1926 bis 1927 deren Obmann. Er taucht auch als Mitglied der Innviertler Künstlergilde auf.

## Werke (Auswahl)
- Krippenfiguren in der Kirche Maria vom Siege (Wien)
- Hochaltar der Kirche Starchant (Wien)
- Madonnenstatue und Herz-Jesu-Relief in der Herz-Jesu-Sühnekirche (Wien)
- Offizielle Medaille des 23. Eucharistischen Weltkongresses in Wien

- Bronzemedaille der Genossenschaft der bildenden Künstler Wien (1861 bis 1921)
- Denkmal für Pater Heinrich Abel in Mariazell, 1928